# 山本崇一朗
山本 崇一朗（やまもと そういちろう、1986年5月30日 - ）は、日本の漫画家。香川県小豆島（小豆郡土庄町）出身。京都精華大学芸術学部卒業。

## 経歴
片山ユキヲのアシスタントを経て、2011年の第69回小学館新人コミック大賞で佳作賞を受賞してデビュー。
2013年、『ゲッサン』にて『からかい上手の高木さん』を連載開始。同年、『ゲッサン』にて『ふだつきのキョーコちゃん』を連載開始。2016年完結。
2018年、『ゲッサン』にて『くノ一ツバキの胸の内』を連載開始。2019年、『週刊少年マガジン』にて『それでも歩は寄せてくる』を連載開始。同年、『別冊少年チャンピオン』にて連載開始の『怪獣のトカゲ』の原案を担当。
2021年に『からかい上手の高木さん』で第66回小学館漫画賞（少年向け部門）を受賞した。2023年、『からかい上手の高木さん』、『それでも歩は寄せてくる』完結。
2024年、『ゲッサン』にて『マネマネにちにち』を連載開始。

## 作風
思春期の男女のもどかしく、ほのぼのとした作風。『からかい上手の高木さん』の高木さんや『ふだつきのキョーコちゃん』の札月キョーコのようにひたいが広いキャラクターが多いことが特徴。山本は自身のTwitterでひたいの広いキャラである『アイドルマスター』の水瀬伊織のイラストをしばしば投稿しており、他にも同様の姿をしている『NARUTO -ナルト-』の春野サクラ、『シャーマンキング』の恐山アンナ、『ドラゴンクエストVII エデンの戦士たち』のマリベル、『AKIRA』の島鉄雄やオリジナルキャラのイラストも見受けられる。

## 作品リスト

### 漫画作品

#### 連載
- からかい上手の高木さん（『ゲッサンmini』2号〈『ゲッサン』 2013年7号 別冊付録〉 - 『ゲッサン』2023年11月号） - 第66回小学館漫画賞少年向け部門を受賞[18]。
- ふだつきのキョーコちゃん（『ゲッサン』2013年9月号 - 2016年7月号）
- あしたは土曜日（『読売中高生新聞』2014年11月創刊号 - 2015年11月号）
- くノ一ツバキの胸の内（『ゲッサン』2018年2月号[9] - 2023年6月号[19]）
- それでも歩は寄せてくる（『週刊少年マガジン』2019年14号 - 2023年50号）
- 怪獣のトカゲ（漫画：福地カミオ、『別冊少年チャンピオン』2019年5月号 - 2020年8月号[20]） - 原案担当。
- マネマネにちにち（『ゲッサン』2024年8月号 - 連載中）

#### 読み切り
- 歯は上に投げるもの（『月刊IKKI』2008年9月号） - 第33回 イキマン 受賞。『ロマンチック-山本崇一朗（裏）短編集-』に収録。
- この夏（『ヤングマガジン』2号、2008年12月） - 第59回 ちばてつや賞ヤング部門 大賞[21]。『ロマンチック-山本崇一朗（裏）短編集-』に収録。
- ロマンチック（『月刊IKKI』2010年5月号） - 『ロマンチック-山本崇一朗（裏）短編集-』に収録。
- ボクらの友情戦記（第27回 GET THE SUN新人賞 佳作[22]、2011年9月） - 『ロマンチック-山本崇一朗（裏）短編集-』に収録。
- ネコのオッサン（第69回 小学館新人コミック大賞 佳作[23]、2011年12月） - 『恋文-山本崇一朗短編集-』に収録。
- からかい上手の高木さん（『ゲッサン』2012年7月号）
- 恋文（『ゲッサン』2012年11月号） - 『恋文-山本崇一朗短編集-』に収録。
- まちにまったおとなりさん（『ゲッサン』2013年2月号） - 『恋文-山本崇一朗短編集-』に収録。
- 歩いて下校（『ゲッサンmini』1号〈『ゲッサン』2013年4月号 別冊付録〉） - 後の連載作品『あしたは土曜日』の前身となる作品。
- ササに願いを★（『ヤンマガサード』vol.7 2015年6月5日） - 『俺の100話目!!』シリーズ[24]。『恋文-山本崇一朗短編集-』に収録。
- 松本エーコは普通の子（『ゲッサン』2016年8月号[25]） - 『恋文-山本崇一朗短編集-』に収録。
- みならいウィッチ（『ゲッサン』2016年11月号[26]） - 『恋文-山本崇一朗短編集-』に収録。
- 怪獣のトカゲ（『週刊少年チャンピオン』2016年49号[27]） - 『恋文-山本崇一朗短編集-』に収録。
- 『ヤニねこ』おもしろ1pコラボ漫画[28]（『週刊ヤングマガジン』2024年24号[29]）

### 書籍

#### 漫画単行本
- 『からかい上手の高木さん』、小学館〈ゲッサン少年サンデーコミックス〉2014年 - 2024年、全20巻
- 『ふだつきのキョーコちゃん』、小学館〈ゲッサン少年サンデーコミックススペシャル〉2014年 - 2016年、全7巻
- 『あしたは土曜日』、小学館〈ゲッサン少年サンデーコミックス〉2015年 - 2016年、全2巻
  - （春・夏）2015年12月11日発売[30][31]、ISBN 978-4-09-126659-0
  - （秋・冬）2016年2月12日発売[32][33]、ISBN 978-4-09-126660-6
- 『恋文-山本崇一朗短編集-』小学館〈ゲッサン少年サンデーコミックス〉、2018年1月12日発売[34][35]、ISBN 978-4-09-128116-6
- 『ロマンチック-山本崇一朗（裏）短編集-』小学館〈ゲッサン少年サンデーコミックス〉、2018年1月12日発売[34][36]、ISBN 978-4-09-128117-3
- 『くノ一ツバキの胸の内』、小学館〈ゲッサン少年サンデーコミックス〉2018年 - 2023年、全9巻
- 『それでも歩は寄せてくる』、講談社〈KCデラックス〉2019年 - 2023年、全17巻
- 『怪獣のトカゲ』、漫画：福地カミオ、秋田書店〈少年チャンピオン・コミックス・エクストラ〉2019年 - 2020年、全3巻
- 『マネマネにちにち』、小学館〈ゲッサン少年サンデーコミックス〉2025年 - 、既刊1巻（2025年3月12日現在）
  1. 2025年3月12日発売[37][38]、ISBN 978-4-09-853899-7

#### その他
- 『からかい上手の高木さん アニメ振り返り傑作選』小学館〈ゲッサン少年サンデーコミックス〉、2018年1月29日発売、ISBN 978-4-09-128186-9
- 『からかい上手の高木さん 公式ファンブック 高木さん攻略作戦！』小学館、2018年2月9日発売[39][40]、ISBN 978-4-09-128151-7
- 『からかい上手の高木さん 山本崇一朗イラスト集』小学館〈ゲッサン少年サンデーコミックススペシャル〉、2018年8月9日発売[41][42]、ISBN 978-4-09-199056-3

## 師匠
- 片山ユキヲ[43]